# أوسكار بينافيدس
أوسكار R. بينافيدس (بالإسبانية: Oscar Benavides) (و. 1876 – 1945 م) هو سياسي، وضابط من بيرو ولد في ليما.
تولى منصب رئيس بيرو (1914-02-04–1915-08-18)، ورئيس بيرو (1933-04-30–1939-12-08) .